# 小行星8018
小行星8018（英語：8018）是一颗围绕太阳公转的小行星。1990年9月16日，亨利·E·霍爾特在帕洛马山发现了此天体。
这颗小行星的绝对星等为85.28185等。